# مانوئل دوس سانتوس (شناگر)
مانوئل دوس سانتوس (به انگلیسی: Manuel dos Santos) (زادهٔ ۲۲ فوریهٔ ۱۹۳۹) شناگر اهل برزیل است.